# 成蹊大学の人物一覧
成蹊大学の人物一覧（せいけいだいがくのじんぶついちらん）は、成蹊大学に関係する人物の一覧記事。

## 出身者一覧

### 政治家

#### 国会議員
現職
- 古屋圭司 - 衆議院議員、元国家公安委員会委員長、拉致問題担当大臣、防災担当大臣、元自由民主党選挙対策委員長
- 源馬謙太郎 - 衆議院議員、元静岡県議会議員
- 松尾明弘 - 衆議院議員、弁護士
- 中村勇太- 衆議院議員、前茨城県議会議員
- 深作ヘスス - 衆議院議員
- 出川桃子 - 参議院議員、前島根県議会議員

元職
- 安倍晋三 - 衆議院議員、第90・96・97・98代内閣総理大臣、第21・25代自由民主党総裁、第38代自由民主党幹事長、第72代内閣官房長官、内閣官房副長官
- 鮎川金次郎 - 元参議院議員 / 鮎川義介の子息
- 佐藤敬夫 - 元衆議院議員、元民主党国会対策委員長、元日本青年会議所会頭
- 島津忠彦 - 元貴族院男爵議員、元参議院議員、重富島津家第8代当主
- 高野守 - 元衆議院議員、神職
- 塚原俊平 - 元衆議院議員、元労働大臣、元通商産業大臣
- 出畑実 - 元衆議院議員

#### 地方首長、地方議員
- 飯沢匡 - 岩手県議会議員、地域政党いわて代表
- 石坂わたる - 東京都中野区議会議員、精神保健福祉士、ソーシャルワーカー
- 臼井伸介 - 東京都昭島市長、元昭島市議会議員
- 大山忍 - 埼玉県八潮市長、元埼玉県議会議員
- 穂積志 - 秋田市長、元秋田県議会議員、元秋田市議会議員
- 松本昌親 - 元大阪府千早赤阪村長、元千早赤阪村議会議員
- 水谷元 - 元三重県桑名市長、元三重県議会議員
- 森田俊介 - 元福岡県朝倉市長、元福岡県議会議員

### 官僚・法曹
- 中原邦之 - 駐パプアニューギニア大使、元青島総領事
- 梶谷剛 - 弁護士、日本弁護士連合会元会長、日本司法支援センター元理事長

### 実業
- 秋沢志篤 - エーエム・ピーエム・ジャパン元会長
- 淺沼健一 - 淺沼組元社長、全国建設業協会会元会長
- 安倍寛信 - 三菱商事パッケージング社長 / 安倍晋太郎の長男
- 鮎川純太 - テクノベンチャー会長 / 鮎川義介の孫
- 飯田永太 - テンアライド社長
- 石井健 - 児玉化学工業社長
- 石川洋 - 鹿島建設取締役専務執行役員
- 石坂信雄 - 東芝アメリカ元会長、元シンキングマシンズ副社長 / 石坂泰三の子息
- 石坂信也 - ゴルフダイジェスト・オンライン創業者・社長、ハーバード大学MBA / 石坂泰三の孫
- 石坂泰章 - サザビーズジャパン社長 / 石坂泰三の孫
- 井上彪 - 三菱食品社長、元三菱商事副社長、日本加工食品卸協会副会長
- 市川啓一 - 株式会社レスキューナウ創立者、株式会社レスキューナウ危機管理研究所代表取締役社長、危機管理アドバイザー
- 外郎藤右衛門 - ういろう代表取締役（外郎家25代目）、神奈川県公安委員会委員、横浜薬科大学客員教授
- 上原徹 - フジパシフィック音楽出版社長
- 相賀昌宏 - 小学館社長、日本書籍出版協会理事長
- 岡嶋昇一 - エディオン社長、日本電気大型店協会会長、大須演芸場理事長
- 金原優 - 医学書院社長、日本書籍出版協会副理事長
- 菊地史朗 - 元アサヒ飲料社長、元全国清涼飲料工業会会長
- 草間高志 - 元みずほ証券会長、顧問
- 小林いずみ - 元多国間投資保証機関長官、元メリルリンチ日本証券社長、みずほフィナンシャルグループ取締役会議長、経済同友会副代表幹事
- 下河辺俊行 - 下河辺牧場代表
- 白山進 - 西武鉄道元社長
- 鈴木隆 - 仙台銀行頭取、じもとホールディングス会長
- 諏訪貴子 - ダイヤ精機社長、日本郵便取締役
- 関口智弘 - ジョイスクリプト創業者
- 瀬木庸介 - 元博報堂社長、白光真宏会元理事長
- 高井昌史 - 紀伊國屋書店社長、健康保険組合連合会副会長
- 高橋雅美 - ワーナー ブラザース ジャパン社長兼日本代表
- 谷正紀 - 元三菱自動車工業副社長
- 長瀬朋彦 - イマジカ・ロボット ホールディングス社長
- 長瀬文男 - イマジカ・ロボット ホールディングス会長
- 西村彦四郎 - サクラクレパス社長
- 西山茂行 - 西山牧場代表
- 播野勤 - タマノイ酢社長
- 平松義朗 - IWORKS.inc取締役
- 古川紘一 - 森永乳業社長、日本乳業協会会長
- 堀内丸恵 - 集英社社長 / 漫画編集者
- 堀義貴 - ホリプロ社長、日本音楽事業者協会会長
- 本多市郎 - 正栄食品工業社長
- 松下展千 - ブックオフコーポレーション社長
- 松村謙三 - プリヴェ企業投資ホールディングス創業社長
- 三田敏雄 - 中部電力会長、中部経済連合会会長、大同大学監事
- 毛利元敬 - 第一ホテル常務 / 毛利家宗家31代当主
- 盛田淳夫 - 敷島製パン社長、日本パン工業会副会長、中部経済同友会代表幹事
- 山下順弘 - 竹中工務店副社長
- 山田徳兵衛 - 吉德元社長
- 吉永泰之 - SUBARU会長
- 若林貴世志 - 元東京放送ホールディングス副社長、取締役相談役、元横浜ベイスターズオーナー
- 和田博之 - 渋谷マークシティ社長、元東急モールズデベロップメント社長
- 倉本顕範　株式会社NRP代表/YouTuber
- 戸兵雄一朗 株式会社Vir代表取締役社長

### 学者・研究者

#### 海外の大学
- 斉藤孝三 - ケンタッキー大学工学部教授・同大学工学技術研究所所長
- 竹中俊子 - ワシントン大学ロースクール教授、慶應義塾大学大学院法務研究科教授、早稲田大学大学院法務研究科客員教授、ニューヨーク州弁護士

#### 国公立大学、省庁大学校
- 会田薫子 - 東京大学特任教授、死生学者
- 青江秀史 - 大阪大学大学院高等司法研究科教授
- 尾上新太郎 - 大阪大学大学院言語文化研究科教授
- 式田光宏 - 広島市立大学情報科学研究科教授、元名古屋大学大学院工学研究科准教授
- 斯波恒正 - 一橋大学名誉教授、早稲田大学大学院経営管理研究科教授、ペンシルベニア大学博士
- 高田正幸 - 九州大学大学院芸術工学研究院准教授
- 西谷正太 - 長崎大学大学院医歯薬学総合研究科助教
- 林康次 - 愛媛大学法文学部教授
- 半藤英明 - 熊本県立大学名誉教授、元学長
- 松岡浩司 - 埼玉大学大学院理工学研究科教授
- 依田博 - 神戸大学名誉教授、京都女子大学現代社会学部教授

#### 私立大学、私立短大
- 秋元律郎 - 早稲田大学名誉教授
- 石川巧 - 立教大学文学部教授
- 稲葉由之 - 慶應義塾大学経済学部教授、一橋大学経済研究所客員教授
- 今川晃 - 同志社大学政策学部教授
- 小川和也 - 中京大学教授、サントリー学芸賞、芸術選奨文部科学大臣新人賞他
- 下河辺元春 - 嘉悦大学准教授/ 芦田均の孫
- 白崎嘉昭 - 東京慈恵会医科大学医学部教授
- 小林弘和 - 専修大学法学部教授
- 滝口太郎 - 東京女子大学現代教養学部国際社会学科（国際関係専攻）教授
- 三船毅 - 中央大学経済学部教授
- 山根祥利 - 成蹊大学法科大学院教授、弁護士、最高裁判所司法研修所元教官、東京弁護士会元副会長
- 吉田敦彦 - 学習院大学名誉教授
- 吉田智行 - 国際基督教大学教授、コーネル大学博士
- 渡辺充 - 明治学院大学法学部教授・法学部長

### 文化
- 安西美穂子 - 競馬エッセイスト
- 五十嵐貴久 - 小説家
- 石田衣良 - 小説家、直木賞受賞
- 市原武法 - 漫画雑誌編集者、第20代週刊少年サンデー編集長
- 井上荒野 - 小説家、直木賞受賞
- 井上敏樹 - アニメ･特撮脚本家（中退）
- 大利実 - スポーツライター
- 岡部牧夫　- 文筆家、歴史学者
- 亀和田武 - 小説家
- 杵屋巳太郎（宮澤雅之） - 歌舞伎音楽長唄（三味線方）、人間国宝
- 桐野夏生 - 小説家、直木賞受賞
- 黒住宗道 - 宗教家、黒住教教主
- 小池真理子 - 小説家、直木賞受賞
- 佐山一郎 - ノンフィクション作家、コラムニスト
- 千明太郎 - 漫画家
- 柴田昌弘 - 漫画家
- 由伊大輔 - 漫画家
- 関口智弘 - ビジネス書作家、実業家
- 高井有一 - 小説家、芥川賞受賞
- 滝沢誠 - 評論家
- 土屋斗紀雄 - 脚本家・構成作家
- 手塚るみ子 - プランニングプロデューサー、地球環境運動家 / 手塚治虫の娘
- 中井精也 - 鉄道写真家
- 中村禎 - コピーライター
- 芳賀日向 - 写真家
- 林あまり - 歌人
- 宮崎恭一 - 音楽、映画プロデューサー
- 森岩雄 - 映画プロデューサー、脚本家（成蹊実業専門学校中退）
- 山谷亨 - 映画監督・演出家・脚本家
- 吉目木晴彦 - 小説家、芥川賞受賞
- 渡辺達生 - 写真家

### 放送関係
- 新井隆太 - NHKアナウンサー
- 安藤萌々 - テレビ朝日アナウンサー
- 池間昌人 - NHKアナウンサー
- 一丁田修一 - 元読売テレビアナウンサー
- 牛窪万里子 - フリーアナウンサー
- 江口アミ - テレビ岩手アナウンサー
- 大川和彦 - 元フジテレビアナウンサー
- 大里希世 - 日経CNBCキャスター
- 加藤祐子 - 気象予報士
- 木村和也 - 熊本放送アナウンサー
- 日下千帆 - フリーアナウンサー、元テレビ朝日アナウンサー
- 見学奈緒 - フジテレビ「めざましテレビ」レポーター
- 小林まどか - フリーアナウンサー、元ふくしまFMアナウンサー
- 齋藤太朗 - テレビディレクター
- 櫻井浩二 - RKB毎日放送アナウンサー
- 塩﨑実央 - NHKアナウンサー
- 色紙千尋 - フリーアナウンサー
- 清水久嗣 - ニッポン放送アナウンサー
- 清水美智子 - 元テレビ愛知アナウンサー
- 白井荘也 - 元日本テレビ放送網ディレクター、プロデューサー
- 関口由香里 - 福島テレビアナウンサー
- 高島彩 - フリーアナウンサー、元フジテレビアナウンサー
- 高橋万里恵 - 元Yahoo!動画「MyRepo.TV」専属アナウンサー、元TBSニュースバードキャスター
- 田島葉子 - TBSニュースバードキャスター、元テレビ金沢アナウンサー
- 立松大和 - 名古屋テレビ報道部所属、元アナウンサー
- 田中滋実 - 元テレビ朝日アナウンサー
- 田村陽子 - フリーアナウンサー、元秋田朝日放送アナウンサー
- 鶴田由香 - 気象予報士、元テレビ愛媛アナウンサー
- 徳竹貴光 - 気象予報士
- 土居壮 - フリーアナウンサー、元テレビ東京アナウンサー
- 中谷眞喜子 - フリーアナウンサー
- 並木万里菜 - テレビ朝日アナウンサー
- 丹羽多聞アンドリウ - テレビプロデューサー
- 野田美佳子 - 元福井放送アナウンサー
- 畑下由佳 - 日本テレビアナウンサー
- 久長美奈子 - 元大分放送・長崎文化放送アナウンサー
- 廣瀬なおみ - フリーアナウンサー
- 平塚柚希 - NHKアナウンサー
- 藤島昌子 - 元北海道文化放送アナウンサー
- 眞家泉 - 気象予報士・ウェザーニュースLiVE気象キャスター
- 蓑輪史織 - NHK水戸放送局キャスター、元茨城放送アナウンサー
- 宮澤隆 - 元TBSアナウンサー
- 宮瀬茉祐子 - フリーアナウンサー、元フジテレビアナウンサー
- 森夏美 - 東海テレビ放送アナウンサー
- 柳瀬洋平 - ミヤギテレビアナウンサー
- 用稲千春 - 元東日本放送アナウンサー、元フリーアナウンサー
- 吉田悠希 - フリーアナウンサー、タレント
- 渡辺瑠海 - テレビ朝日アナウンサー

### スポーツ
- 大芝優泰 - ラグビー選手（NTTコミュニケーションズシャイニングアークス）
- 風戸裕 - レーシングドライバー
- 鈴木喜丈 - サッカー選手（FC東京）
- 高久瞳 - フリースタイルカヤック選手
- 中村忠 - サッカー選手
- 森脇基恭 - レーシングカーデザイナー、レースエンジニア
- 早川英里 - 女子陸上競技（長距離走・マラソン）選手
- 藤本健友 - ラグビー選手（キヤノンイーグルス）
- 三浦豪 - ラグビー選手（NTTドコモレッドハリケーンズ）
- 三浦嶺 - ラグビー選手（NTTコミュニケーションズシャイニングアークス）

### その他
- 石坂わたる - 市民活動家
- 北川昌弘 - アイドル評論家
- 古賀史生 - 獣医師、日本中央競馬会（JRA）調教師
- 牧田吉明 - アナーキスト / 牧田与一郎の子息
- 酒井忠久 - 旧庄内藩主酒井家18代当主、(財)致道博物館館長理事、日本美術刀剣保存協会会長

## 教員
- 安部圭介 - 法学部教授、英米法
- 新井益太郎 - 名誉教授（経済学部）、会計学
- 安念潤司 - 元法学部・大学院法務研究科教授、憲法
- 上野裕也 - 元学長、名誉教授（経済学部）、経済学
- 揖斐高 - 名誉教授（文学部）、日本近世文学
- 江守一郎 - 名誉教授（工学部）、交通工学
- 遠藤誠治 - 法学部教授、国際政治学・平和学
- 加藤節 - 名誉教授（法学部）、政治哲学・西欧政治思想史
- 北川浩 - 経営学部教授、元学長、貨幣論・金融論
- 小早川光郎 - 名誉教授（大学院法務研究科）行政法
- 齊藤誠二 - 元教授（法学部）、刑法
- 下森定 - 元大学院法務研究科教授、民法
- 鈴木日出男 - 名誉教授（文学部）、東京大学名誉教授、国文学、源氏物語
- 高安健将 - 名誉教授（法学部）、比較政治学、政治過程論
- 竹内靖雄 - 名誉教授（経済学部）、経済思想史・経済倫理学
- 田中英夫 (法学者) - 元法学部教授、英米法
- 巽博一 - 名誉教授（経済学部）、ケインズ経済学
- 富田武 - 名誉教授（法学部）、比較政治学・ロシアおよびソ連政治史
- 成瀬正勝 - 元文学部教授、国文学
- 西崎文子 - 名誉教授（法学部）、アメリカ外交史
- 松下満雄 - 名誉教授（法務研究科）、経済法